# 소수 간극

소수 간극(素數 間隙,Prime gap)은 연속된 소수(prime)의 차를 가리킨다. n번째 소수 간극은, gn or g(pn)으로 나타내며 (n + 1)번째 와n번째 소수의 차이. 즉
{\displaystyle g_{n}=p_{n+1}-p_{n}.\ }
이다.
g1 = 1 그리고 g2 = g3 = 2, g4 = 4. (gn)의 수열은 아래와 같다.
1, 2, 2, 4, 2, 4, 2, 4, 6, 2, 6, 4, 2, 4, 6, 6, 2, 6, 4, 2, 6, 4, 6, 8, 4, 2, 4, 2, 4, 14  A001223.

## 관찰
임의로 큰 소수 간극이 있음은 아래와 같이 보일 수 있다.
어떤 소수P에 대해P의 소수 계승을 P# 라고 쓰자.이것은 P이하의 모든 소수들의 곱이다.Q를 P다음에 오는 소수라고 하자.
{\displaystyle P\#+2,P\#+3,...,P\#+(Q-1)}
이 모든 수들은 P 이하의 소수들의 배수이므로 합성수이다. 따라서 P이상의 소수 간극을 가지는 경우가 있다.

## 같이 보기
- 쌍둥이 소수